# Csörög
Csörög es un pueblo húngaro perteneciente al distrito de Vác, condado de Pest.

## Superficie
Cuenta con una superficie de 5,05 km².

## Demografía
Hasta 2024 la población era de 1958	habitantes, con una densidad de población de 387,72 hab/km².
| Gráfica de evolución demográfica de Csörög entre 2020 y 2024 |
|                                                              |
| Datos según la Oficina Central de Estadística de Hungría.    |